# Tu m'appartieni (film 1941)
Tu m'appartieni (You Belong to Me) è un film del 1941, diretto dal regista Wesley Ruggles.

## Trama
Un giovane ricco ed annoiato si incontra e si scontra (letteralmente) con una giovane dottoressa durante una vacanza sulla neve. Prima della primavera sono già sposati, ma la moglie è talmente indaffarata col suo lavoro da avere poco tempo per il marito che, senza un'occupazione, non fa altro che girare per la casa in preda alla gelosia. Il giovane decide quindi di trovarsi un lavoro e va a fare il commesso in un negozio, ma quando scopre la sua ricchezza il padrone lo licenzia perché ci sono persone molto più bisognose di quel posto. Per non iniziare a rodersi ancora il ragazzo compra un ospedale dove lui e la moglie potranno lavorare insieme